# Sol Plaatje (gemeente)
Sol Plaatje (officieel Sol Plaatjie Plaaslike Munisipaliteit) is een gemeente in het Zuid-Afrikaanse district Frances Baard.
Sol Plaatjie ligt in de provincie Noord-Kaap en telt 248.041 inwoners.  De plaats is vernoemd naar Sol Plaatje, een journalist, schrijver en politicus.

## Hoofdplaatsen
Sol Plaatje is op zijn beurt nog eens verdeeld in 5 hoofdplaatsen (Afrikaans: nedersettings) en de hoofdstad van de gemeente is de hoofdplaats Kimberley.
- Galeshewe
- Kimberley
- Motswedimosa
- Ritchie
- Roodepan